# Порт Олсворт (Аљаска)
Порт Олсворт (енгл. Port Alsworth) насељено је место без административног статуса у америчкој савезној држави Аљаска.

## Демографија
По попису из 2010. године број становника је 159, што је 55 (52,9%) становника више него 2000. године.
| Група             | 2000.      | 2010.      |
| Белци             | 81 (77,9%) | 99 (62,3%) |
| Афроамериканци    | 0 (0,0%)   | 7 (4,4%)   |
| Азијати           | 0 (0,0%)   | 1 (0,6%)   |
| Хиспаноамериканци | 0 (0,0%)   | 16 (10,1%) |
| Укупно            | 104        | 159        |